# Singapore Airlines

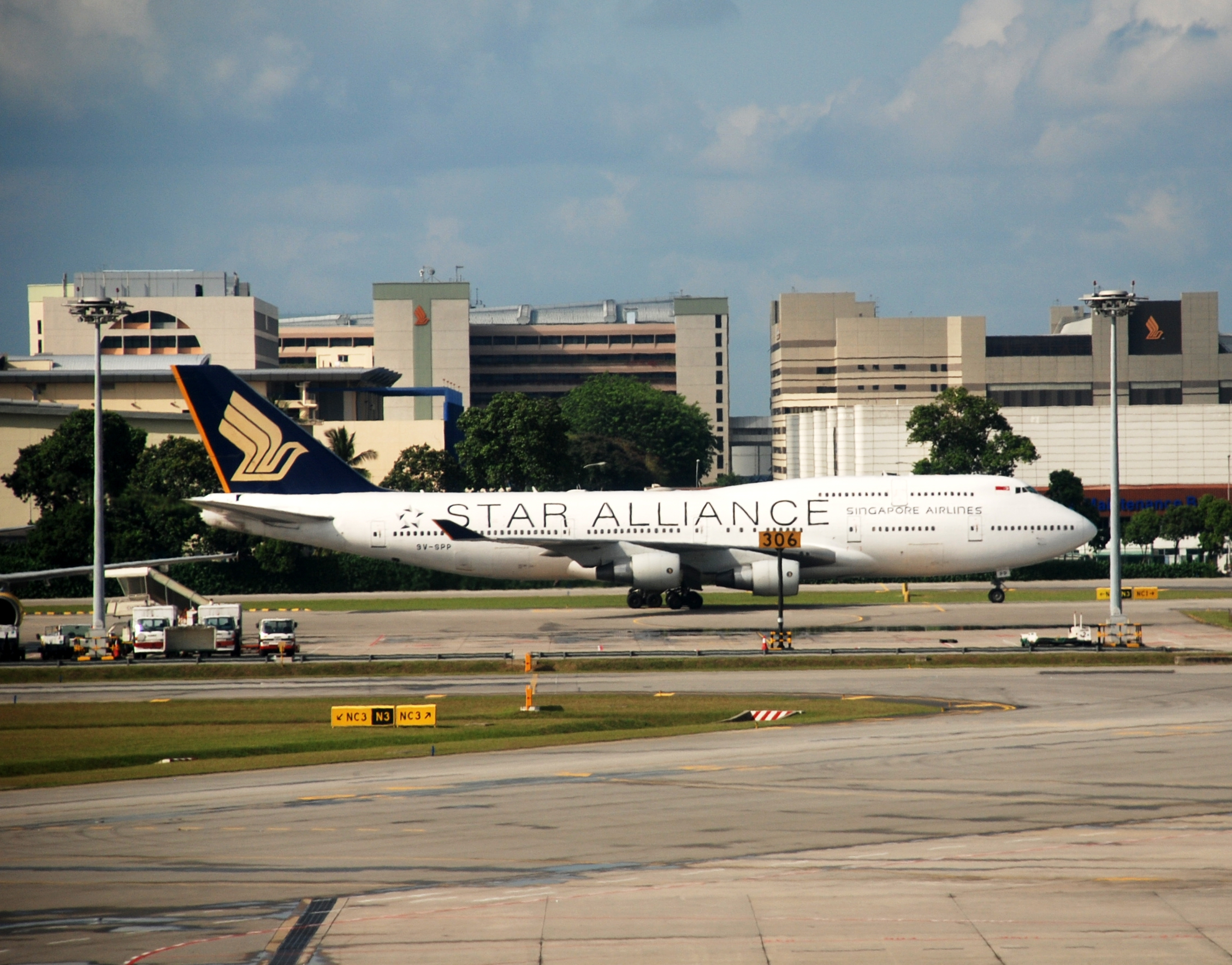
Штаб-квартира Singapore Airlines в международном аэропорту Чанги

Singapore Airlines (SGX: SIAL) — национальная авиакомпания Сингапура, образована 1 мая 1947 года. Первоначальное название — Malayan Airways. С 2000 года является членом Star Alliance. Базовым для авиакомпании является аэропорт Чанги — основной гражданский аэропорт города Сингапур. Логотипом Singapore Airlines является птица, которая исходит из криса. В 1987 году логотип авиакомпании претерпел незначительные изменения.

## Деятельность компании

### Маршрутная сеть
Сейчас[когда?] Singapore Airlines летает в 62 пункта назначения в 32 странах на пяти континентах из своего основного аэропорта Чанги. Singapore Airlines имеет сильные позиции в Юго-Восточной Азии, где вместе со своей дочерней компанией SilkAir соединяет Сингапур с большим количеством международных пунктов назначения, чем любая другая авиакомпания Юго-Восточной Азии. Расположение базового аэропорта авиакомпании в Сингапуре предоставляет возможности совершать беспосадочные перелеты из Европы в страны Юго-Восточной Азии и Австралию. Однако это же является и её недостатком, поскольку авиакомпания не имеет возможности осуществлять беспосадочные перелеты в ряд крупных городов США ввиду слишком большого расстояния.
Singapore Airlines также выполняет рейсы между Сингапуром и Веллингтоном через Канберру. Этот маршрут также известен как Capital Express.
После азиатского финансового кризиса в 1997 году Singapore Airlines прекратила полеты в Кагосиму, Берлин, Дарвин, Кэрнс, Ханчжоу и Сендай. Рейс в Торонто был прекращен в 1994 году. Во время вспышки SARS в 2003-04 годах Singapore Airlines прекратила полёты в Брюссель, Лас-Вегас, Чикаго, Хиросиму, Гаосюн, Мавритус, Вену, Мадрид, Шэньчжэнь и Сурабайю. Кроме того, Singapore Airlines прекратила полеты в Ванкувер и Амритсар в 2009 году и в Сан-Паулу в 2016 году. 
В 2017 году был отменён рейс Сингапур - Москва (Домодедово) - Хьюстон из-за сложности оформления виз. Рейс в Хьюстон стал использоваться через Манчестер, а через Москву стал летать в Стокгольм.

### Достижения
23 ноября 2013 года авиакомпания Singapore Airlines побила рекорд дальности пассажирских перелётов без дозаправки пролетев 15345 километров по маршруту Сингапур - Ньюарк. Сейчас данный рейс используется с остановкой во Франкфурте-на-Майне. 14 октября 2015 года Singapore Airlines объявила о планах возобновить данный рейс.
Несколько лет подряд авиакомпания получает пять звезд из пяти возможных от консалтинговой компании Skytrax.  
В 2018 году авиакомпания Singapore Airlines завоевала первое место в категориях: «Лучший первый класс», «Авиакомпания Best First Class Seat» и «Лучшая авиакомпания в Азии».

### Маркетинг
Одним из известных элементов маркетинга Singapore Airlines является поддерживаемый с 1972 года характерный фирменный образ стюардессы Singapore Girl в экзотической униформе на основе саронга и блузы кебая.
Авиакомпания уделяет особое внимание комфорту пассажиров, предоставляя больше места для пассажира экономкласса, полностью раскладывающиеся кресла-кровати в первом и бизнес-классе (full flat bed), широкий выбор развлекательных программ, доступных через индивидуальный монитор в каждом классе. Как следствие, авиакомпания ориентируется на пассажиров, предпочитающих приобрести билет по более высокой цене в обмен на комфорт на борту.
Singapore Airlines использует программу KrisFlyer для накопления миль.

## Код-шеринговые соглашения
Singapore Airlines имеет код-шеринговые соглашения со следующими авиакомпаниями:

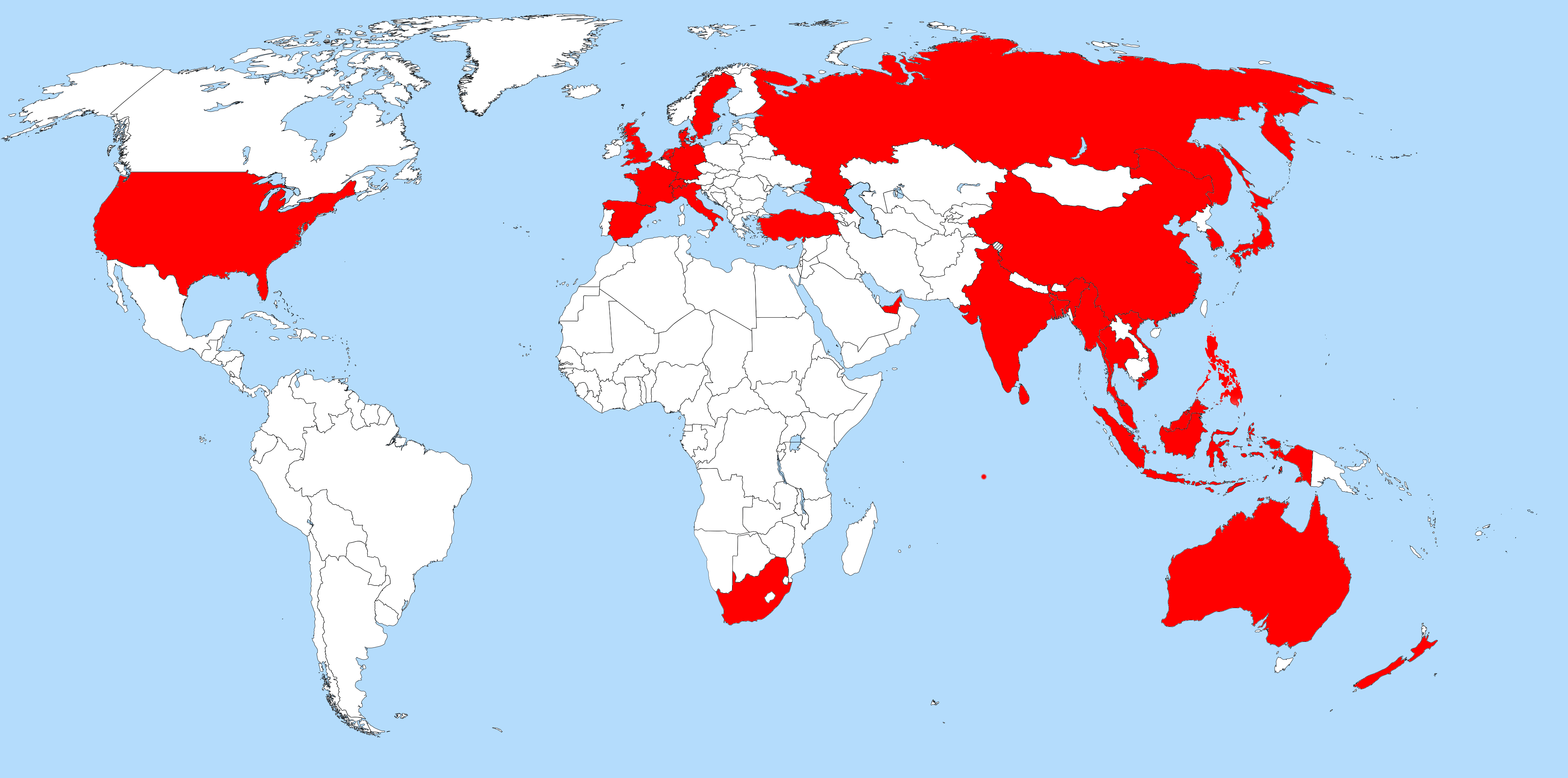
Singapore Airlines совершает полёты в 62 пункта назначения в 32 странах на пяти континентах.

- Adria Airways
- Aegean Airlines
- Air Canada
- Air China
- Air France
- Air India
- Air Mauritius
- Air New Zealand
- Alaska Airlines
- All Nippon Airways
- Asiana
- Avianca
- Croatia Airlines
- EgyptAir
- Ephiopian
- EVA Air
- Fiji Airways
- Flybe
- Garuda Indonesia
- JetBlue
- LOT Polish Airlines
- Lufthansa
- Malaysia Airlines
- S7 Airlines
- Skandinavian
- Scoot
- SilkAir
- South African Airways
- SriLankan Airlines
- Swiss
- TAP
- Turkish Airlines
- United Airlines
- Virgin Atlantic
- Virgin Australia
- Vistara

## Флот

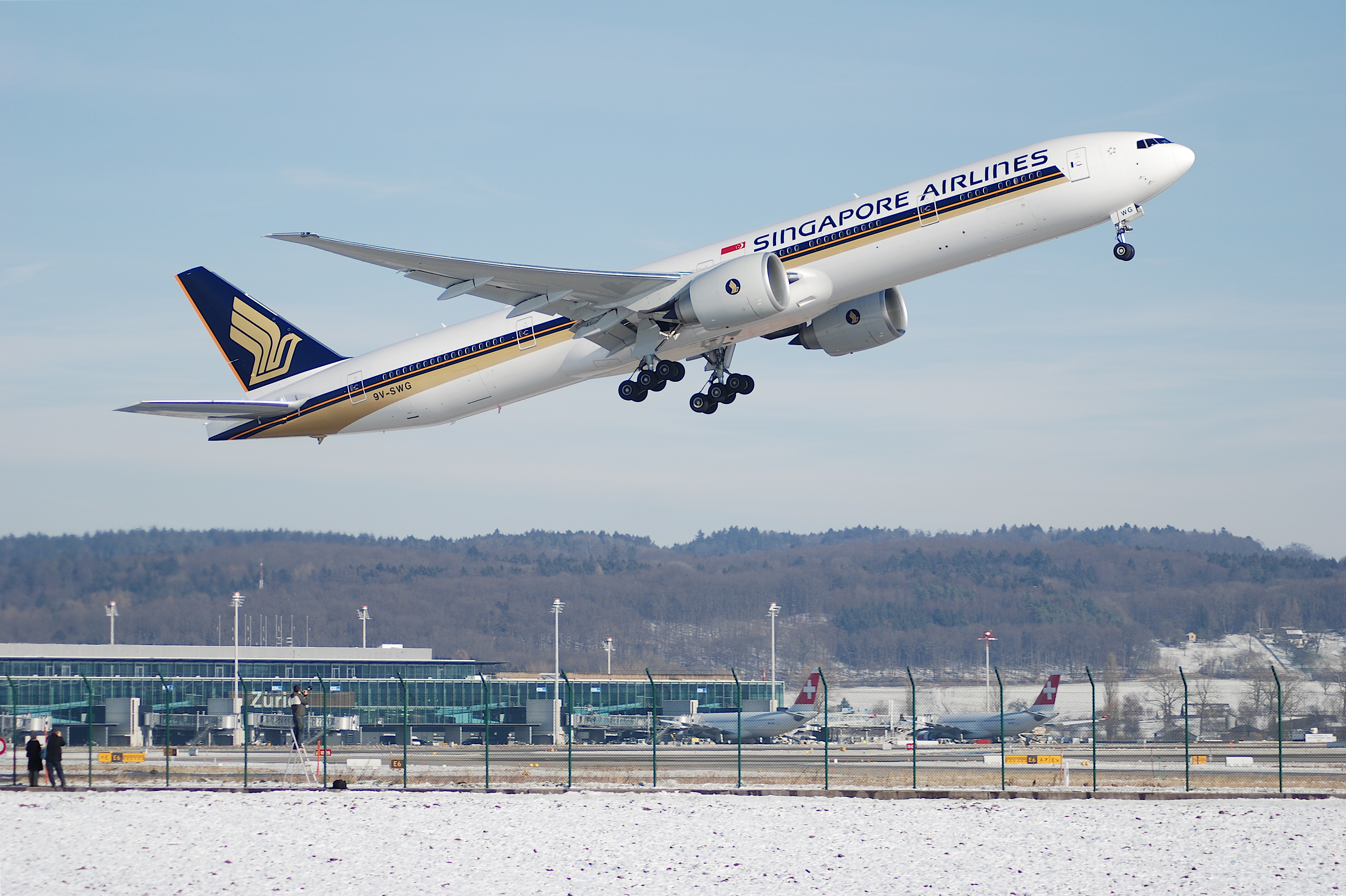
SIA Boeing 777-300ER

Авиакомпания первой в мире запустила в коммерческую эксплуатацию новый двухпалубный самолёт Airbus A380, а также широкофюзеляжный Boeing 787-10.

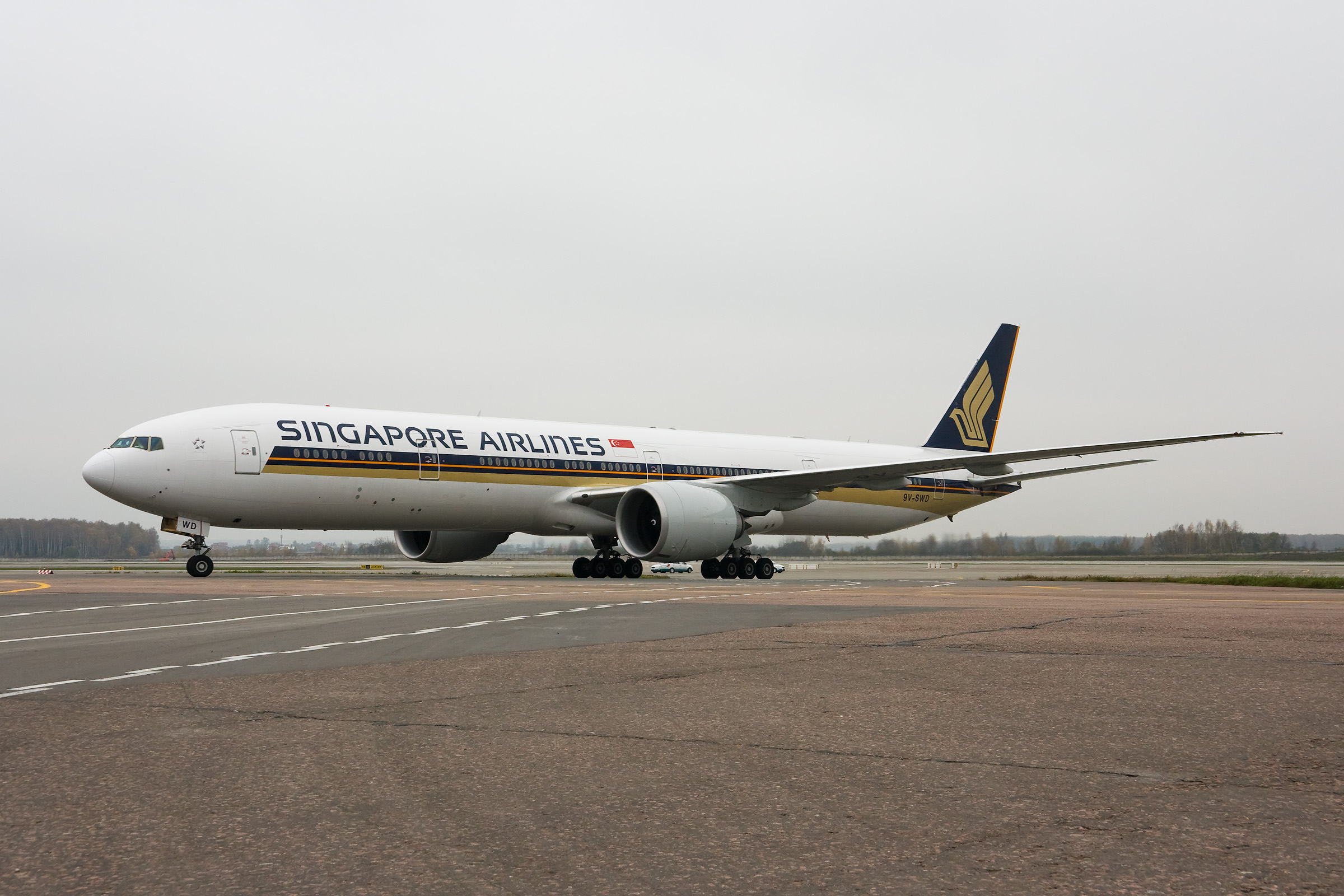
SIA Boeing 777-300ER в Домодедово

Флот авиакомпании включает 111 воздушных судов и представлен только дальнемагистральными широкофюзеляжными самолетами Airbus A330-300, A380, Airbus A350 XWB, Boeing 777—200ER, 777—300 и 777—300ER. Большинство самолетов имеет трехклассную (первый, бизнес, эконом) компоновку салона, часть самолетов Boeing 777—200 используется в двухклассной (бизнес и эконом) компоновке. Выполняя преимущественно трансконтинентальные рейсы. 
Воздушный флот Singapore Airlines по состоянию на декабрь 2018 года включал следующие самолёты.
| Самолёт            | Всего | Заказано | Пассажировместимость (F-первый, C-бизнес, W-премиум-эконом, Y-эконом) | Примечание                                                                                               |
| ------------------ | ----- | -------- | --------------------------------------------------------------------- | --- |
| Airbus A330-300    | 19    | —        | C30 Y255                                                              | Один борт банка Commonwealth Bank of Australia. Все будут заменены на Airbus A350-900 в 2017-2019 годах. |
| Airbus A350-900    | 42    | 6        | C42 W24 Y187                                                          | Один борт к 10000 выпуску Airbus. Заменят Airbus A330-300 а также Boeing 777-200 и Boeing 777-200ER.     |
| Airbus A350-900ULR | 8     | 3        | C67 W94                                                               | Один борт к 10000 выпуску Airbus. Заменят Airbus A330-300 а также Boeing 777-200 и Boeing 777-200ER.     |
| Airbus A350 F      | —     | 7        | Грузовые модификации A350                                             | — |
| Airbus A380-800    | 17    | —        | F12 C86 Y311 F12 C60 Y399 F12 C86 W36 Y245 F12 C60 W36 Y333           | Два борта, посвященные 50-ти летию авиакомпании.                                                         |
| Boeing 777-200     | 8     | —        | C26 Y245                                                              | Все будут заменены на Airbus A350-900 в 2017-2019 годах.                                                 |
| Boeing 777-200ER   | 6     | —        | C26 Y245 C30 Y255 C38 Y228 C30 Y293                                   | Один борт взят с авиакомпании Royal Brunei. Все будут заменены на Airbus A350-900 в 2017-2019 годах.     |
| Boeing 777-300     | 5     | —        | F8 C50 Y226                                                           | Три борта в ливрее Star Alliance.                                                                        |
| Boeing 777-300ER   | 27    | —        | F8 C42 Y228 F4 C48 W28 Y184                                           | |
| Boeing 777-9       | —     | 20       | Будет объявлено позже                                                 | |
| Boeing 787-10      | 7     | 40       | C36 Y301                                                              | Стартовый заказчик                                                                                       |
| Итого:             | 119   | 69       |                                                                       | |

## Происшествия
- 26 марта 1991 года Airbus A310-300 был захвачен пакистанскими боевиками на пути из международного аэропорта Куала-Лумпур в Сингапур. Самолёт штурмовали специальные операционные силы Сингапура. В ходе операции все угонщики были ликвидированы. Пассажиры и члены экипажа не пострадали.
- 31 октября 2000 года Boeing 747-400 разбился при взлете с не работающей взлётно-посадочной полосы в международном аэропорту Тайвань. Самолёт столкнулся с строительным оборудованием, которое было припарковано на закрытой взлётно-посадочной полосе. Погибло 83 человека из 179, 71 человек был ранен. Это была первая и единственная смертельная авария самолёта Singapore Airlines на сегодняшний день.
- 27 июня 2016 года. Boeing 777-300ER, с 222 пассажирами и 19 членами экипажа на борту, испытывал проблемы с утечкой моторного масла во время полета из Сингапура в Милан. Сигнал утечки масла прозвучал через 2 часа после взлёта, когда самолет находился над Малайзией. Во время экстренной посадки в аэропорту Чанги правый двигатель загорелся, что привело к тому, что правое крыло охватило пламя. Огонь был потушен в течение 5 минут после того, как самолет приземлился[11]. О пострадавших не сообщалось[12].
- 21 мая 2024 года во время турбулентности над Мьянмой на борту Boeing 777 погиб 1 человек, 104 пострадали.